# 쿠프랭의 무덤

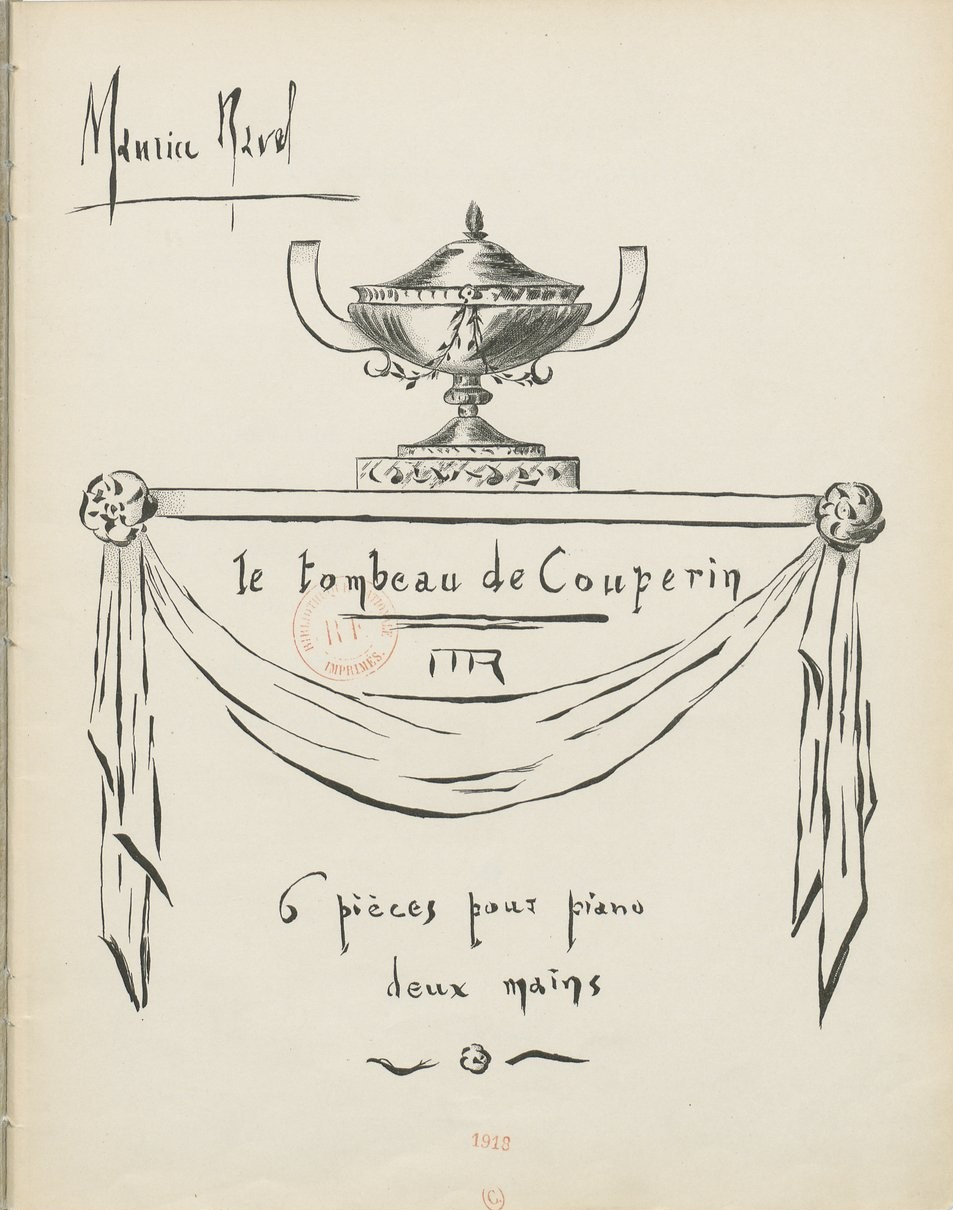
인쇄판 커버

《쿠프랭의 무덤 M.68》(프랑스어: Le tombeau de Couperin)은 모리스 라벨이 1914년부터 1917년까지 작곡한 피아노, 관현악 모음곡이다. 처음에는 피아노 독주곡으로 작곡되었으나 후에 관현악 모음곡으로 편곡되었다. '무덤'(프랑스어: tombeau 통보[*])이란 죽은 사람에게 경의와 기념으로 바치는 작품에 붙이는 제명(題名)이다. 이것은 17~18세기의 클라브생 음악의 거장 쿠프랭을 기념한 작품이다. 전주곡, 푸가, 포를라느, 미뉴에트, 리고동, 토카타 등 6곡으로 되어 있다. 관현악판에는 피아노곡의 2악장인 푸가와 6악장인 토카타가 빠져있다. 그래서 지휘자이자 작곡가인 코치시 졸탄이 빠져 있는 푸가와 토카타를 편곡해 완전한 관현악판으로 완성시켰다.

## 악기편성
플루트2(2번은 피콜로 겸함), 오보에2(2번은 잉글리시 호른을 겸함), 클라리넷2, 바순2, 호른2, 트럼펫1, 팀파니, 작은북, 심벌즈, 트라이앵글, 탬버린, 캐스터네츠, 글로켄슈필, 윈드머신, 튜블러 벨, 하프, 현5부